# Tcheboa
Tcheboa est un arrondissement du Cameroun situé dans la région du Nord et le département de la Bénoué
Tcheboa est aussi le nom d'une localité qui est la capitale traditionnelle du lamidat de Tcheboa.

## Historique
Tcheboa est un arrondissement ayant pour chef-lieu Ngong, il est créé le Décret No 92/206 du 5 octobre 1992 portant création de nouveaux arrondissements et districts. Il fait partie du vaste province de l’empire peul de sokoto, les principautés peules s’installent peu à peu au XVIIIe siècle dans cette localité située sur la rive gauche dans les plaines de la bénoué. Les Mbeewe constituent sept petits territoires entre Gouna et Tchéboa, le long de la voie Nagoundéré-Garoua et sert de tampon entre le grand lamidat de Tchéboa et ceux de Bibémi et de Rey.